# Italie méridionale

Italie méridionale.

L’Italie méridionale (italien : Italia meridionale) est le groupe de régions d'Italie qui couvre les six régions du Sud de la botte : les Abruzzes, les Pouilles, la Calabre, la Campanie, la Basilicate et le Molise. Son périmètre géographique est celui la partie continentale de l'ancien royaume des Deux-Siciles et de l'ancien royaume de Naples.